# Fauna do Azerbaijão
O símbolo da fauna no Azerbaijão é o cavalo Karabakh (Azeri: Qarabağ Atı), que é um cavalo de corrida e equitação nas estepes das montanhas que só pode ser encontrado no Azerbaijão. É uma das raças mais antigas, com ascendência que data do mundo antigo. O cavalo foi originalmente desenvolvido na região de Karabakh no século V e recebeu o nome dele.
O habitat natural de vários tipos de animais é muito diferente dentro do país. Algumas espécies povoam áreas restritas especiais (lagos, partes de áreas montanhosas), enquanto outras estão espalhadas por todo o país. Por exemplo, as passeriformes podem ser encontradas em qualquer lugar do território do Azerbaijão. Os parasitas do protozoário também são registrados em todas as áreas do país, dependendo do habitat natural dos animais transportadores (gado, aves, etc.). Entre os mamíferos, as gazelas jeyran povoam áreas planas, a cabra caucasiana habita as principais áreas do Cáucaso; a maioria das espécies de pássaros pode ser encontrada nas florestas, algumas nas bacias hidrográficas. Os insetos pragas ocupam diferentes campos agrícolas, enquanto outros povoam apenas biótopos definidos.
Várias reservas naturais foram criadas e as regras de caça foram implementadas para a proteção de peles e animais com cascos no Azerbaijão.